# Rolf Konrad
Rolf Konrad (* 13. November 1924 in Berlin; † 30. November 1990 ebenda) war ein deutscher Politiker (SPD).
Rolf Konrad besuchte eine Volksschule und machte eine Lehre als Kraftfahrzeugschmied. Er wurde 1953 Vorsitzender des Betriebsrats der Waggon Union und trat 1958 der SPD bei. 1959 wurde er hauptamtlicher Gewerkschaftssekretär der IG Metall in Berlin und auch ehrenamtlicher Richter beim Arbeitsgericht Berlin und Landesarbeitsgericht Berlin. Bei der Berliner Wahl 1967 wurde Konrad in die Bezirksverordnetenversammlung im Bezirk Wedding gewählt. Bei der folgenden Wahl 1971 wurde er in das Abgeordnetenhaus von Berlin gewählt, 1979 schied er aus dem Parlament aus.